# ヤマドリ属
ヤマドリ属（ヤマドリぞく、Syrmaticus）は、鳥綱キジ目キジ科に属する属。

## 分布
インド北部、タイ、台湾、中華人民共和国、日本（本州、四国、九州）、ミャンマー

## 形態
最大種はオナガキジで、全長オス210cm、メス75-76cm。翼長オス27.5-30cm、メス23.5-25cm。体重オス1.5kg、メス0.9kg。メスよりもオスのほうが大型になる。尾羽は長く、枚数は16-20枚。
オスは尾羽が非常に長い。属名Syrmaticusはギリシャ語で「裾が長い衣、ローブ」を指すsurmatusに由来すると考えられ、オスの尾羽に由来する。眼の周囲には羽毛がなく、赤い皮膚が露出する。メスはオスよりも尾羽が短く、皮膚の露出部が小型か皮膚が露出しない。

## 分類
キジ科内ではキジ属に近縁と考えられている。
- Syrmaticus ellioti　カラヤマドリ　Elliot's pheasant
- Syrmaticus humiae　ビルマカラヤマドリ　Hume's pheasant
- Syrmaticus mikado　ミカドキジ　Mikado pheasant
- Syrmaticus reevesii　オナガキジ　Reeves's pheasant
- Syrmaticus soemmerringii　ヤマドリ　Copper pheasant

## 生態
山地や高山帯にある森林などに生息する。
食性は雑食で、植物の根、果実、種子、昆虫などを食べる。
繁殖形態は卵生。木の根元や茂みの中などで、卵を産む。

## 人間との関係
開発による生息地の破壊、羽毛用や剥製用の乱獲などにより生息数は減少している種もいる。

## 画像

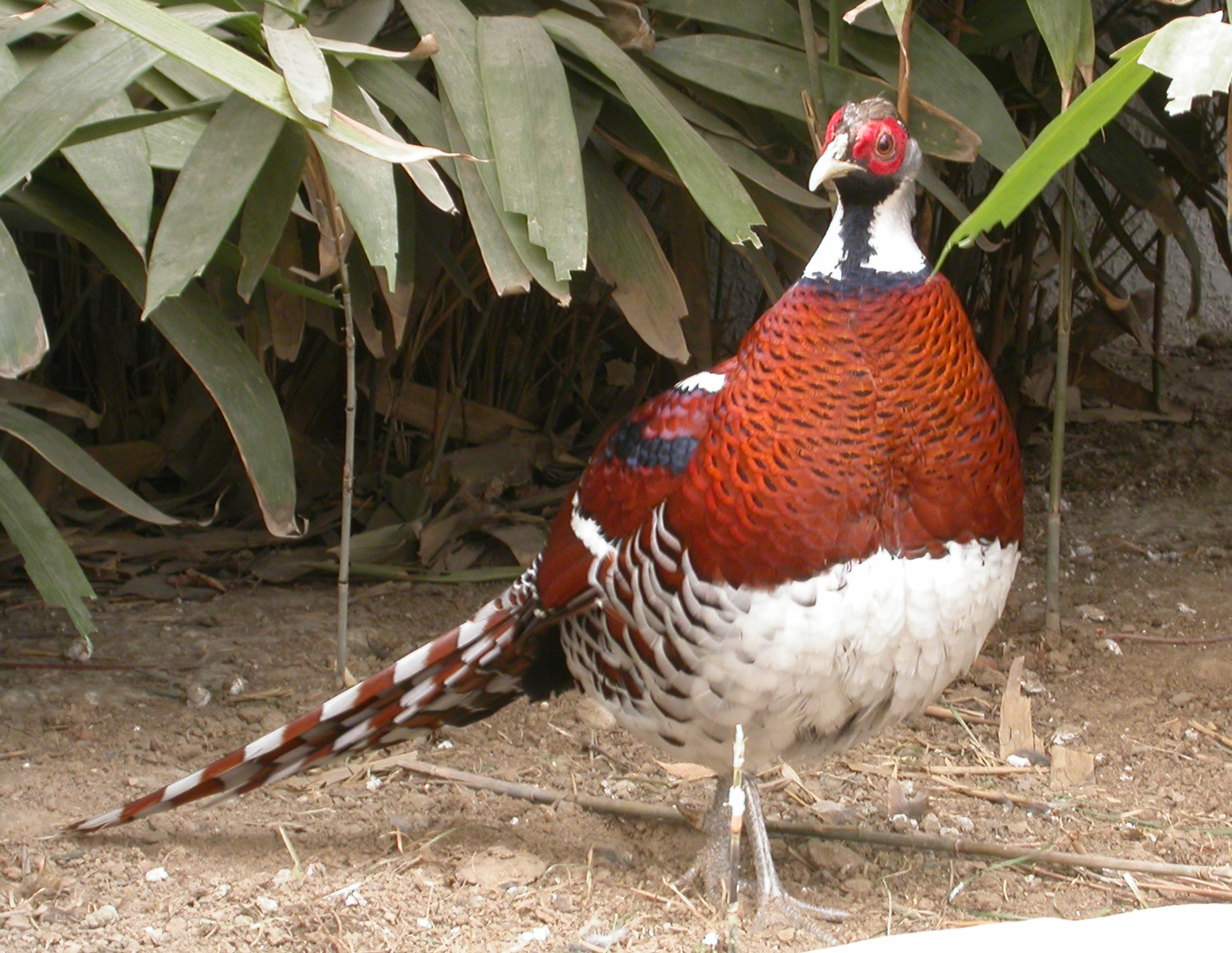
カラヤマドリ S. ellioti
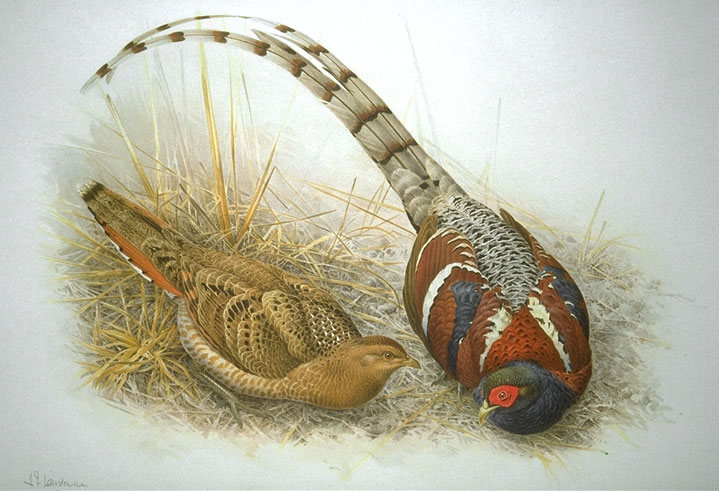
ビルマカラヤマドリ S. humiae
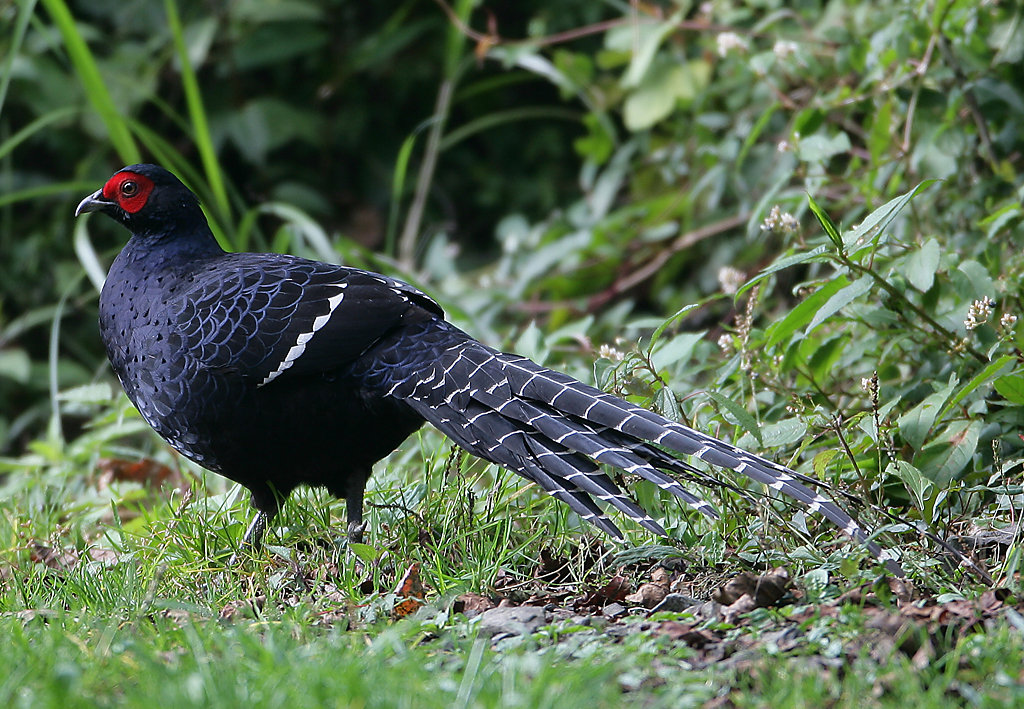
ミカドキジ S. mikado
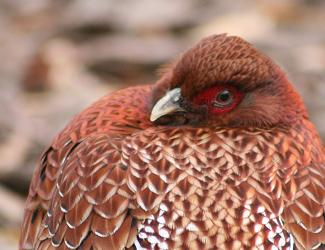
ヤマドリ S. soemmerringii